# Tim Horton
Miles Gilbert „Tim“ Horton (* 12. Januar 1930 in Cochrane, Ontario; † 21. Februar 1974 bei St. Catharines, Ontario) war ein kanadischer Eishockeyspieler und Unternehmer, der im Verlauf seiner aktiven Karriere zwischen 1951 und 1974 unter anderem 1572 Spiele für die Toronto Maple Leafs, New York Rangers, Pittsburgh Penguins und Buffalo Sabres in der National Hockey League auf der Position des Verteidigers bestritten hat. In Diensten der Toronto Maple Leafs gewann Horton, der zu den besten Abwehrspieler der 1960er-Jahre zu zählen ist und im Jahr 1977 posthum in die Hockey Hall of Fame aufgenommen wurde, zwischen 1962 und 1967 insgesamt viermal den Stanley Cup. Bereits während seiner aktiven Zeit als Eishockeyspieler war er als Unternehmer tätig und gründete Kanadas größte und seinen Namen tragende Kaffee- und Donut-Kette. Horton starb bei einem Autounfall auf dem Weg von Toronto nach Buffalo.

## Karriere

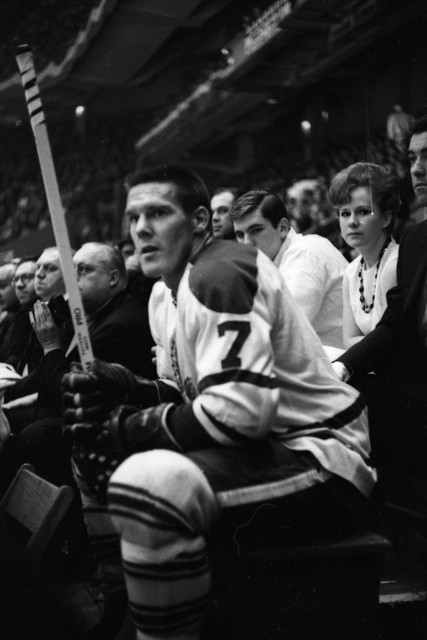
Horton im Trikot der Toronto Maple Leafs (1965)

Bereits im Alter von fünf Jahren begann Horton in den Jugendligen Nord-Ontarios Eishockey zu spielen. Als Junior spielte er für die St. Michael’s College Majors in der Ontario Hockey Association. Er galt als eines der größten Verteidigertalente seiner Zeit, doch der Start in die NHL verlief nicht so erfolgreich wie erwartet.
In der Saison 1949/50 gab er sein NHL-Debüt bei den Toronto Maple Leafs, doch außer einem Spiel in der regulären Saison und einem Playoffspiel verbrachte er die Zeit bis spät in der Saison 1951/52 bei den Pittsburgh Hornets in der American Hockey League. Noch immer lasteten die hohen Erwartungen auf seinen Schultern, doch nun schaffte er den Durchbruch und entwickelte sich zu einem Top Verteidiger. Nach seiner ersten Berufung ins Second All-Star Team 1954 wurde er gegen Ende der kommenden Spielzeit durch einen harten Check von Bill Gadsby zurückgeworfen. Er brach sich ein Bein und zog sich schwere Gesichtsverletzungen zu. Erst zur Mitte der Saison 1955/56 kehrte er aufs Eis zurück. Zur Saison 1958/59 bekam er den defensiv starken Allan Stanley zur Seite gestellt, was ihm mehr Freiheiten in der Offensive gab.
Als Top-Verteidiger der Maple Leafs führte er sein Team von 1962 bis 1964 zu drei Stanley-Cup-Siegen in Folge. Der Versuch von Trainer Punch Imlach ihn mit Center George Armstrong und einem weiteren Verteidiger Red Kelly in den Angriff zu stellen misslang gründlich, auch wenn Horton mit 12 Toren in einer Saison eine persönliche Bestleistung aufstellte. Nach einem weiteren Stanley-Cup-Sieg 1967, bei dem die Leafs das älteste Cupsieger-Team der Geschichte waren, fiel die Mannschaft auseinander. Viele Spieler beendeten ihre Karriere und auch Horton überlegte sich, für seine Donutkette das Eishockey aufzugeben. Mit der Verdopplung seines Gehaltes überredeten ihn die Leafs zu einer Vertragsverlängerung, bei denen er mit 16 Jahren Erfahrung der dienstälteste Verteidiger im Kader war.
1969 wechselte er zu den New York Rangers, für die er zwei Jahre spielte. Auf eine Saison mit den Pittsburgh Penguins folgte ein Wechsel zu den Buffalo Sabres. Von dort aus konnte er auch zwischen den Spielen nach Toronto fahren. Auf einer dieser Heimfahrten verunglückte er in der Nähe von St. Catharines tödlich, als er über seinen Sportwagen der Marke De Tomaso Pantera bei Tempo 160 km/h die Kontrolle verlor und aus seinem Wagen geschleudert wurde. Bei ihm wurde die zweifache Menge an Blutalkohol über dem gesetzlichen Maximum festgestellt. 1977 wurde Tim Horton posthum in die Hockey Hall of Fame aufgenommen.

## Erfolge und Auszeichnungen
| - 1952 Calder-Cup-Gewinn mit den Pittsburgh Hornets - 1952 AHL First All-Star Team - 1954 NHL Second All-Star Team - 1954 NHL All-Star Game - 1961 NHL All-Star Game - 1962 Stanley-Cup-Gewinn mit den Toronto Maple Leafs - 1962 NHL All-Star Game - 1963 Stanley-Cup-Gewinn mit den Toronto Maple Leafs - 1963 NHL Second All-Star Team - 1963 NHL All-Star Game | - 1964 Stanley-Cup-Gewinn mit den Toronto Maple Leafs - 1964 NHL First All-Star Team - 1964 NHL All-Star Game - 1967 Stanley-Cup-Gewinn mit den Toronto Maple Leafs - 1967 NHL Second All-Star Team - 1968 NHL All-Star Game - 1968 NHL First All-Star Team - 1969 NHL All-Star Game - 1969 NHL First All-Star Team |

## Karrierestatistik
(Legende zur Spielerstatistik: Sp oder GP = absolvierte Spiele; T oder G = erzielte Tore; V oder A = erzielte Assists; Pkt oder Pts = erzielte Scorerpunkte; SM oder PIM = erhaltene Strafminuten; +/− = Plus/Minus-Bilanz; PP = erzielte Überzahltore; SH = erzielte Unterzahltore; GW = erzielte Siegtore; 1 Play-downs/Relegation; Kursiv: Statistik nicht vollständig)

## Tim Hortons Fastfood-Kette

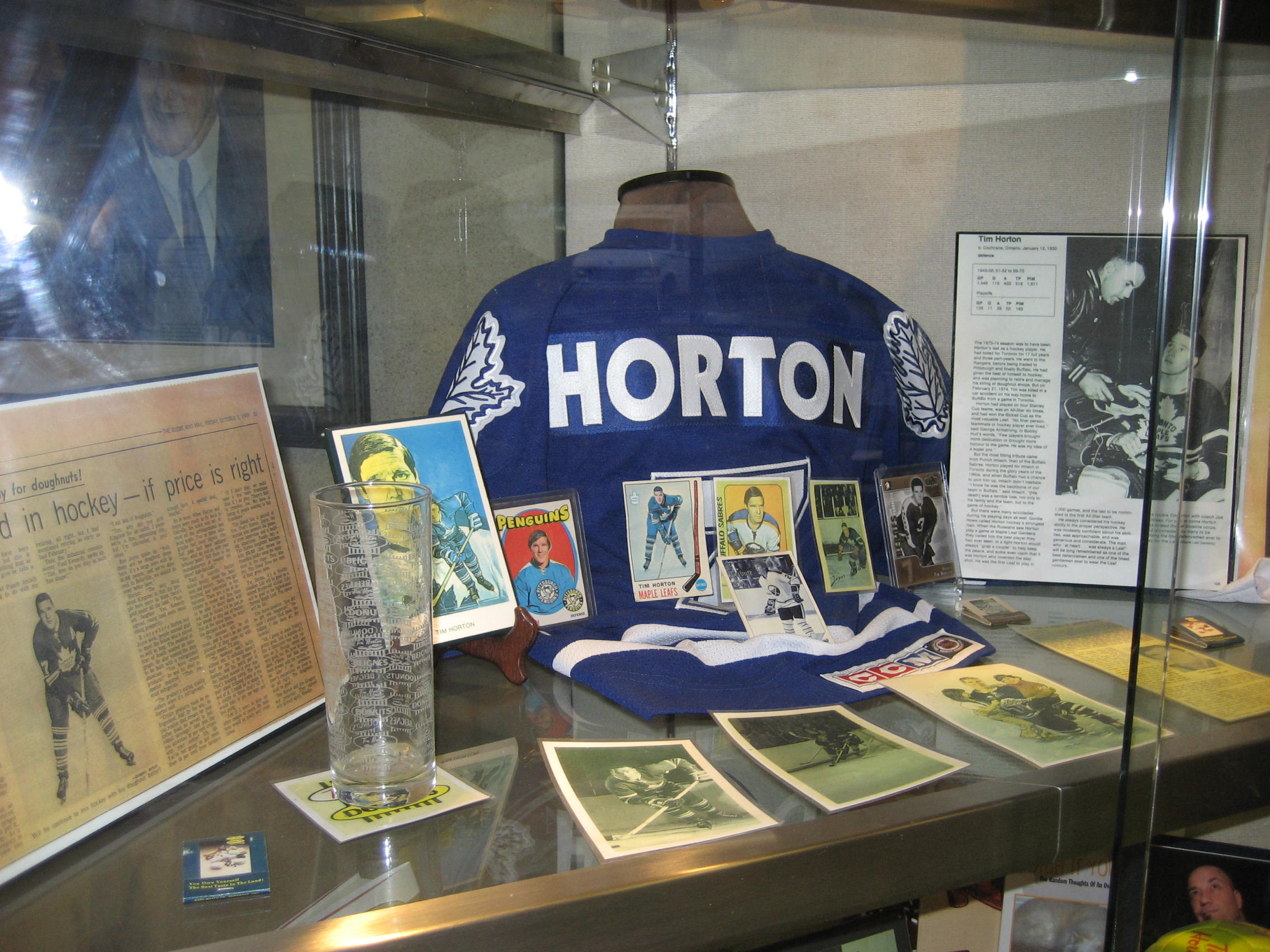
Vitrine mit Maple-Leafs-Trikot im Tim Horton’s Donut Shop in Hamilton

1964 eröffnete Horton seinen ersten Tim Hortons Donut Shop in Hamilton. 1965 stieg sein Partner und Investor Ron Joyce mit ins Unternehmen ein, das von nun an stark expandierte und zur größten Kaffee- und Donutkette Kanadas aufstieg. Zum Zeitpunkt des Todes von Tim Horton 1974 verfügte die Kette, die von Ron Joyce weitergeführt wurde, über 40 Filialen. Im Jahr 2014, im Jahr der Übernahme durch Restaurant Brands International (den Eigentümer von Burger King), hatte die Kette 4.590 Filialen in Kanada, den Vereinigten Staaten und Ländern des Golf-Kooperationsrats.
Hortons Anteil wurde von Tim Hortons Witwe Lori im Jahre 1975 für eine Million kanadische Dollar und einen Cadillac Eldorado an seinen Partner Ron Joyce verkauft.